# Luojia Shan
Luojia Shan (chinesisch 裸家山 ‚Nackter Berg‘) ist ein 133 m hoher Hügel an der Ingrid-Christensen-Küste des ostantarktischen Prinzessin-Elisabeth-Lands. Er ragt am Ufer des Progress Lake südwestlich des Dongchangbai Shan an der Westflanke des Dålk-Gletschers in den Larsemann Hills auf.
Chinesische Wissenschaftler benannten ihn 1993.